# Llista de topònims dels Omellons
Llista de topònims (noms propis de lloc) del municipi dels Omellons, a les Garrigues
Informació actualitzada per un bot. Els canvis manuals es perdran quan s'actualitzi!

## cabana
| imatge | Nom                                  | Ubicat a     | instància de | Detalls | coordenades                                                          | Protecció | Commons (més fotos) | Dades a WD                    |
| ------ | ------------------------------------ | ------------ | ------------ | ------- | -------------------------------------------------------------------- | --------- | ------------------- | ----------------------------- |
|        | Cabana del Petit                     | els Omellons | cabana       |         | 41° 29′ 22″ N, 0° 57′ 31″ E / 41.4893358289176°N,0.95856795116287°E  |           |                     | Modifica les dades a Wikidata |
|        | cabana de l'Agustí                   | els Omellons | cabana       |         | 41° 29′ 33″ N, 0° 58′ 02″ E / 41.4924154059376°N,0.967168021381169°E |           |                     | Modifica les dades a Wikidata |
|        | cabana de l'Engràcia                 | els Omellons | cabana       |         | 41° 29′ 17″ N, 0° 57′ 27″ E / 41.4879289365288°N,0.957450246033072°E |           |                     | Modifica les dades a Wikidata |
|        | cabana de la Cisca                   | els Omellons | cabana       |         | 41° 29′ 42″ N, 0° 58′ 08″ E / 41.4950149823872°N,0.969015416445706°E |           |                     | Modifica les dades a Wikidata |
|        | cabana de les Cometes del Petit      | els Omellons | cabana       |         | 41° 29′ 33″ N, 0° 58′ 18″ E / 41.4926127799464°N,0.971713904748466°E |           |                     | Modifica les dades a Wikidata |
|        | cabana del Benido                    | els Omellons | cabana       |         | 41° 29′ 33″ N, 0° 57′ 57″ E / 41.4923803574578°N,0.965695694356094°E |           |                     | Modifica les dades a Wikidata |
|        | cabana del Bonifaci                  | els Omellons | cabana       |         | 41° 29′ 40″ N, 0° 58′ 30″ E / 41.4943895327457°N,0.974916860204385°E |           |                     | Modifica les dades a Wikidata |
|        | cabana del Camí de Fulleda del Petit | els Omellons | cabana       |         | 41° 29′ 50″ N, 0° 58′ 00″ E / 41.4971238695571°N,0.966541543305678°E |           |                     | Modifica les dades a Wikidata |
|        | cabana del Canela                    | els Omellons | cabana       |         | 41° 29′ 08″ N, 0° 57′ 53″ E / 41.4855088154153°N,0.964712950848939°E |           |                     | Modifica les dades a Wikidata |
|        | cabana del Capsot                    | els Omellons | cabana       |         | 41° 29′ 30″ N, 0° 57′ 58″ E / 41.4915489111171°N,0.96604514742416°E  |           |                     | Modifica les dades a Wikidata |
|        | cabana del Casares                   | els Omellons | cabana       |         | 41° 29′ 06″ N, 0° 57′ 07″ E / 41.4850200938515°N,0.951900149776432°E |           |                     | Modifica les dades a Wikidata |
|        | cabana del Català                    | els Omellons | cabana       |         | 41° 29′ 53″ N, 0° 56′ 44″ E / 41.4980906860808°N,0.945438303454°E    |           |                     | Modifica les dades a Wikidata |
|        | cabana del Cecílio                   | els Omellons | cabana       |         | 41° 29′ 21″ N, 0° 57′ 20″ E / 41.4891306831467°N,0.955639675406205°E |           |                     | Modifica les dades a Wikidata |
|        | cabana del Ferrer Vell               | els Omellons | cabana       |         | 41° 29′ 07″ N, 0° 58′ 11″ E / 41.4852920699063°N,0.969774344228256°E |           |                     | Modifica les dades a Wikidata |
|        | cabana del Flavià                    | els Omellons | cabana       |         | 41° 29′ 45″ N, 0° 58′ 10″ E / 41.4957624344492°N,0.969519163359088°E |           |                     | Modifica les dades a Wikidata |
|        | cabana del Gerxo                     | els Omellons | cabana       |         | 41° 29′ 20″ N, 0° 57′ 54″ E / 41.4889099033673°N,0.965025709807732°E |           |                     | Modifica les dades a Wikidata |
|        | cabana del Gravat                    | els Omellons | cabana       |         | 41° 29′ 06″ N, 0° 56′ 50″ E / 41.4850922137748°N,0.947358333005907°E |           |                     | Modifica les dades a Wikidata |
|        | cabana del Jordi                     | els Omellons | cabana       |         | 41° 29′ 54″ N, 0° 58′ 29″ E / 41.4982253635756°N,0.974857227927689°E |           |                     | Modifica les dades a Wikidata |
|        | cabana del Llorenç                   | els Omellons | cabana       |         | 41° 29′ 18″ N, 0° 58′ 02″ E / 41.4882546744428°N,0.967190335458424°E |           |                     | Modifica les dades a Wikidata |
|        | cabana del Mont-ros del Quer         | els Omellons | cabana       |         | 41° 28′ 54″ N, 0° 56′ 32″ E / 41.4815523506283°N,0.942307986415894°E |           |                     | Modifica les dades a Wikidata |
|        | cabana del Mosso                     | els Omellons | cabana       |         | 41° 29′ 03″ N, 0° 57′ 24″ E / 41.4842415502257°N,0.956739646246211°E |           |                     | Modifica les dades a Wikidata |
|        | cabana del Palau                     | els Omellons | cabana       |         | 41° 29′ 40″ N, 0° 56′ 56″ E / 41.4943589208365°N,0.948802697337556°E |           |                     | Modifica les dades a Wikidata |
|        | cabana del Panxó                     | els Omellons | cabana       |         | 41° 29′ 04″ N, 0° 57′ 41″ E / 41.4843081172914°N,0.961504621005306°E |           |                     | Modifica les dades a Wikidata |
|        | cabana del Patou                     | els Omellons | cabana       |         | 41° 29′ 43″ N, 0° 56′ 54″ E / 41.4952402595583°N,0.948223820687113°E |           |                     | Modifica les dades a Wikidata |
|        | cabana del Pelegrí                   | els Omellons | cabana       |         | 41° 29′ 33″ N, 0° 56′ 46″ E / 41.4926356628845°N,0.946113873867635°E |           |                     | Modifica les dades a Wikidata |
|        | cabana del Pellisser                 | els Omellons | cabana       |         | 41° 29′ 45″ N, 0° 57′ 16″ E / 41.495702904738°N,0.954474571017117°E  |           |                     | Modifica les dades a Wikidata |
|        | cabana del Pep del Mitger            | els Omellons | cabana       |         | 41° 28′ 45″ N, 0° 56′ 38″ E / 41.4791561708087°N,0.943797051360271°E |           |                     | Modifica les dades a Wikidata |
|        | cabana del Petit                     | els Omellons | cabana       |         | 41° 29′ 38″ N, 0° 57′ 52″ E / 41.49391583755°N,0.964413762303678°E   |           |                     | Modifica les dades a Wikidata |
|        | cabana del Pubill                    | els Omellons | cabana       |         | 41° 28′ 54″ N, 0° 58′ 15″ E / 41.481643968493°N,0.970774561335161°E  |           |                     | Modifica les dades a Wikidata |
|        | cabana del Ramon Pelegrí             | els Omellons | cabana       |         | 41° 29′ 42″ N, 0° 56′ 44″ E / 41.4951304245815°N,0.94560376905793°E  |           |                     | Modifica les dades a Wikidata |
|        | cabana del Ramon del Campana         | els Omellons | cabana       |         | 41° 29′ 25″ N, 0° 56′ 51″ E / 41.4903982650666°N,0.947418376057066°E |           |                     | Modifica les dades a Wikidata |
|        | cabana del Ramon del Pelegrí         | els Omellons | cabana       |         | 41° 28′ 34″ N, 0° 56′ 45″ E / 41.4761011149803°N,0.945714005384793°E |           |                     | Modifica les dades a Wikidata |
|        | cabana del Ramonet del Ribes         | els Omellons | cabana       |         | 41° 29′ 43″ N, 0° 58′ 22″ E / 41.4953511763984°N,0.972754525687435°E |           |                     | Modifica les dades a Wikidata |
|        | cabana del Safraner                  | els Omellons | cabana       |         | 41° 29′ 42″ N, 0° 57′ 48″ E / 41.4950939886404°N,0.96329870164776°E  |           |                     | Modifica les dades a Wikidata |
|        | cabana del Sargaire                  | els Omellons | cabana       |         | 41° 28′ 45″ N, 0° 56′ 21″ E / 41.4790837388983°N,0.939248243192613°E |           |                     | Modifica les dades a Wikidata |
|        | cabana del Seco                      | els Omellons | cabana       |         | 41° 29′ 28″ N, 0° 56′ 51″ E / 41.491181197229°N,0.947381673164529°E  |           |                     | Modifica les dades a Wikidata |
|        | cabana del Torrell                   | els Omellons | cabana       |         | 41° 29′ 48″ N, 0° 57′ 42″ E / 41.4967767376277°N,0.961688582395647°E |           |                     | Modifica les dades a Wikidata |
|        | cabana del Viudo                     | els Omellons | cabana       |         | 41° 29′ 01″ N, 0° 56′ 31″ E / 41.483645452506°N,0.942002194145185°E  |           |                     | Modifica les dades a Wikidata |
|        | corral de l'Eixalà                   | els Omellons | cabana       |         | 41° 28′ 55″ N, 0° 56′ 59″ E / 41.4818394554712°N,0.949808534195888°E |           |                     | Modifica les dades a Wikidata |
|        | corrals de les Ferreries             | els Omellons | cabana       |         | 41° 28′ 33″ N, 0° 57′ 15″ E / 41.475899650318°N,0.954115542497523°E  |           |                     | Modifica les dades a Wikidata |
|        | era del Tingoles                     | els Omellons | cabana       |         | 41° 29′ 56″ N, 0° 58′ 21″ E / 41.498858503465°N,0.972453426003499°E  |           |                     | Modifica les dades a Wikidata |
|        | pallissa del Comarràs del Canela     | els Omellons | cabana       |         | 41° 29′ 58″ N, 0° 58′ 27″ E / 41.4994754926088°N,0.974243209656214°E |           |                     | Modifica les dades a Wikidata |
|        | pallissa del Joan del Petit          | els Omellons | cabana       |         | 41° 29′ 56″ N, 0° 57′ 19″ E / 41.4990145688169°N,0.955328747293637°E |           |                     | Modifica les dades a Wikidata |
|        | pallissa del Llorenç                 | els Omellons | cabana       |         | 41° 29′ 57″ N, 0° 57′ 17″ E / 41.4992111722357°N,0.954735526224049°E |           |                     | Modifica les dades a Wikidata |
|        | pallissa del Mosso                   | els Omellons | cabana       |         | 41° 29′ 55″ N, 0° 57′ 25″ E / 41.4986735962772°N,0.95692086292936°E  |           |                     | Modifica les dades a Wikidata |
|        | pallissa del Peret del Viudo         | els Omellons | cabana       |         | 41° 29′ 54″ N, 0° 57′ 18″ E / 41.4983962767884°N,0.95500077778842°E  |           |                     | Modifica les dades a Wikidata |
|        | pallissa del Salt del Canela         | els Omellons | cabana       |         | 41° 29′ 55″ N, 0° 57′ 41″ E / 41.4986649814099°N,0.96150955173378°E  |           |                     | Modifica les dades a Wikidata |
|        | pallissa del Tenalla                 | els Omellons | cabana       |         | 41° 29′ 58″ N, 0° 57′ 50″ E / 41.4995644918692°N,0.963985231010544°E |           |                     | Modifica les dades a Wikidata |

## casa
| imatge | Nom            | Ubicat a     | instància de | Detalls                                                  | coordenades                                                                 | Protecció                                  | Commons (més fotos)         | Dades a WD                    |
| ------ | -------------- | ------------ | ------------ | -------------------------------------------------------- | --------------------------------------------------------------------------- | ------------------------------------------ | --------------------------- | ----------------------------- |
|        | Ca l'Aixalà    | els Omellons | casa         | Estil: arquitectura popular                              | 41° 30′ 05″ N, 0° 57′ 36″ E / 41.50146°N,0.95994°E ca:Carrer de la Plaça, 2 | bé integrant del patrimoni cultural català |                             | Modifica les dades a Wikidata |
|        | Ca la Lloraca  | els Omellons | casa         |                                                          | 41° 30′ 04″ N, 0° 57′ 33″ E / 41.501047°N,0.959031°E                        |                                            |                             | Modifica les dades a Wikidata |
|        | Cal Doixo      | els Omellons | casa         | Estil: arquitectura popular                              | 41° 30′ 08″ N, 0° 57′ 37″ E / 41.50224°N,0.96029°E                          | bé integrant del patrimoni cultural català |                             | Modifica les dades a Wikidata |
|        | Cal Montserrat | els Omellons | casa         | Estil: arquitectura popular                              | 41° 30′ 05″ N, 0° 57′ 33″ E / 41.50128°N,0.95927°E ca:Plaça Major, 4        | bé integrant del patrimoni cultural català |                             | Modifica les dades a Wikidata |
|        | Casa Llorach   | els Omellons | casa         | Estil: arquitectura barroca 1770                         | 41° 30′ 01″ N, 0° 57′ 30″ E / 41.500368°N,0.958444°E                        | bé integrant del patrimoni cultural català | Casa Llorach (Els Omellons) | Modifica les dades a Wikidata |
|        | Casal Ribes    | els Omellons | casa         | Estil: arquitectura popular Estat: enderrocat o destruït |                                                                             | bé integrant del patrimoni cultural català |                             | Modifica les dades a Wikidata |

## font
| imatge | Nom                | Ubicat a     | instància de | Detalls | coordenades                                                          | Protecció | Commons (més fotos) | Dades a WD                    |
| ------ | ------------------ | ------------ | ------------ | ------- | -------------------------------------------------------------------- | --------- | ------------------- | ----------------------------- |
|        | font de la Marieta | els Omellons | font         |         | 41° 29′ 59″ N, 0° 57′ 29″ E / 41.4998577914754°N,0.958177515040985°E |           |                     | Modifica les dades a Wikidata |
|        | font del Patou     | els Omellons | font         |         | 41° 29′ 39″ N, 0° 56′ 49″ E / 41.4940728951766°N,0.946907008653593°E |           |                     | Modifica les dades a Wikidata |

## molí d'aigua
| imatge | Nom             | Ubicat a     | instància de | Detalls | coordenades                                                          | Protecció | Commons (més fotos) | Dades a WD                    |
| ------ | --------------- | ------------ | ------------ | ------- | -------------------------------------------------------------------- | --------- | ------------------- | ----------------------------- |
|        | Molí de Laviana | els Omellons | molí d'aigua |         | 41° 30′ 29″ N, 0° 57′ 30″ E / 41.5080846532632°N,0.958386243983143°E |           |                     | Modifica les dades a Wikidata |
|        | Molí del Feliu  | els Omellons | molí d'aigua |         | 41° 30′ 13″ N, 0° 58′ 37″ E / 41.5037376817511°N,0.976913911126979°E |           |                     | Modifica les dades a Wikidata |

## muntanya
| imatge | Nom                      | Ubicat a                 | instància de | Detalls | coordenades                                                         | Protecció | Commons (més fotos) | Dades a WD                    |
| ------ | ------------------------ | ------------------------ | ------------ | ------- | ------------------------------------------------------------------- | --------- | ------------------- | ----------------------------- |
|        | Mont-ros                 | la Floresta els Omellons | muntanya     |         | 41° 28′ 33″ N, 0° 56′ 17″ E / 41.4758°N,0.937978°E 492 msnm         |           |                     | Modifica les dades a Wikidata |
|        | Punta del Comellar Fonat | els Omellons             | muntanya     |         | 41° 29′ 20″ N, 0° 57′ 40″ E / 41.48899722°N,0.96098889°E 450.5 msnm |           |                     | Modifica les dades a Wikidata |
|        | Tossal d'en Pella        | els Omellons             | muntanya     |         | 41° 29′ 52″ N, 0° 57′ 38″ E / 41.4977°N,0.960644°E 425.7 msnm       |           |                     | Modifica les dades a Wikidata |
|        | la Talaia                | Vinaixa els Omellons     | muntanya     |         | 41° 28′ 47″ N, 0° 57′ 34″ E / 41.4797°N,0.959581°E 453.8 msnm       |           |                     | Modifica les dades a Wikidata |

## pont
| imatge | Nom       | Ubicat a     | instància de | Detalls                                                  | coordenades                                                                     | Protecció                                  | Commons (més fotos) | Dades a WD                    |
| ------ | --------- | ------------ | ------------ | -------------------------------------------------------- | ------------------------------------------------------------------------------- | ------------------------------------------ | ------------------- | ----------------------------- |
|        | Pont Nou  | els Omellons | pont         | Estil: arquitectura popular Travessa: Barranc del Turull | 41° 30′ 01″ N, 0° 57′ 33″ E / 41.500322°N,0.959104°E                            | bé integrant del patrimoni cultural català |                     | Modifica les dades a Wikidata |
|        | Pont Vell | els Omellons | pont         | Estil: arquitectura popular                              | 41° 30′ 02″ N, 0° 57′ 32″ E / 41.500622°N,0.958795°E ca:Carrer Ezequiel Llorach | bé integrant del patrimoni cultural català |                     | Modifica les dades a Wikidata |

## Misc
| imatge | Nom                             | Ubicat a                                                                       | instància de                                   | Detalls                           | coordenades | Protecció                                  | Commons (més fotos)       | Dades a WD                    |
| ------ | ------------------------------- | ------------------------------------------------------------------------------ | ---------------------------------------------- | --------------------------------- | --- | ------------------------------------------ | ------------------------- | ----------------------------- |
|        | Barranc del Turull              | l'Espluga Calba els Omellons                                                   | curs d'aigua                                   | Desemboca: canal d'Urgell         | |                                            |                           | Modifica les dades a Wikidata |
|        | Construccions de pedra seca     | els Omellons                                                                   | cisterna                                       | Estil: arquitectura popular       | 41° 29′ 56″ N, 0° 57′ 19″ E / 41.49881°N,0.95516°E                                                                                            | bé integrant del patrimoni cultural català |                           | Modifica les dades a Wikidata |
|        | Cova el Monjo                   | els Omellons                                                                   | cova                                           |                                   | 41° 29′ 51″ N, 0° 58′ 43″ E / 41.4974154017008°N,0.978476465987199°E                                                                          |                                            |                           | Modifica les dades a Wikidata |
|        | Molí de blat la Biana           | els Omellons                                                                   | edifici                                        | Estil: arquitectura popular       | 41° 29′ 54″ N, 0° 56′ 39″ E / 41.49843°N,0.94413°E                                                                                            | bé integrant del patrimoni cultural català |                           | Modifica les dades a Wikidata |
|        | Pla dels Valls                  | Arbeca els Omellons                                                            | indret                                         |                                   | 41° 30′ 50″ N, 0° 57′ 51″ E / 41.5139°N,0.964136°E 400 msnm                                                                                   |                                            |                           | Modifica les dades a Wikidata |
|        | Rentadors municipals            | els Omellons                                                                   | safareig                                       | Estil: arquitectura popular 1930s | 41° 29′ 59″ N, 0° 57′ 39″ E / 41.499722222222°N,0.96083333333333°E ca:Partida lo Barranc                                                      | bé integrant del patrimoni cultural català |                           | Modifica les dades a Wikidata |
|        | Sant Miquel dels Omellons       | els Omellons                                                                   | església                                       | Estil: arquitectura neoclàssica   | 41° 30′ 07″ N, 0° 57′ 33″ E / 41.50186°N,0.95913°E                                                                                            | bé cultural d'interès local                | Sant Miquel dels Omellons | Modifica les dades a Wikidata |
|        | Vall de Vinaixa                 | els Omellons Vinaixa Tarrés Fulleda l'Espluga Calba Vimbodí i Poblet Vallclara | àrea protegida vall                            | Superfície: 3024.17ha             | 41° 26′ 40″ N, 0° 59′ 33″ E / 41.4444305556°N,0.992636111111°E Depressió Central                                                              |                                            | Vall de Vinaixa           | Modifica les dades a Wikidata |
|        | canal Segarra-Garrigues         | Noguera Segarra Urgell Garrigues                                               | canal                                          | Desemboca: riu de Set             | 41° 56′ 09″ N, 1° 12′ 19″ E / 41.935923055555556°N,1.205238888888889°E 41° 27′ 06″ N, 0° 45′ 30″ E / 41.45165194444444°N,0.7583730555555556°E |                                            | Canal Segarra-Garrigues   | Modifica les dades a Wikidata |
|        | casa consistorial dels Omellons | els Omellons                                                                   | casa consistorial                              |                                   | 41° 30′ 04″ N, 0° 57′ 36″ E / 41.5011437°N,0.9598864°E                                                                                        |                                            |                           | Modifica les dades a Wikidata |
|        | els Omellons                    | els Omellons                                                                   | entitat singular de població capital municipal | 189 hab                           | 41° 30′ 08″ N, 0° 57′ 40″ E / 41.50219247°N,0.96107168°E 383 msnm                                                                             |                                            |                           | Modifica les dades a Wikidata |